# 曹根
曹根（1931年—2000年）臺灣藝術家，以戰後1946年官方主導舉辦的「台灣省全省美術展覽會」（1946-2006；簡稱省展）為舞台參展比賽獲獎無數，十八歲那年嶄露頭角，以國畫〈軍雞〉獲入選第四屆省展（1949年），之後多次入選國畫部，作品〈古剎遺跡〉得到第二十屆省展（1965年）國畫部第一名及第二十四屆省展（1969年）國畫二部以〈廚房一隅〉作品獲獎第一名。三十四屆省展（1979年）及三十六屆省展（1981年）擔任評審委員，並以邀請作家免審查殊榮〈竊視〉作品參展第三十六屆省展，之後多次以邀請作家參展，也在三十九屆（1984年）、四十四屆（1989年）、四十七屆（1992年）評審。畫作多以生活的周遭風景、動物取材，除了膠彩、水墨畫外，曹根也以油畫用不同質材，對同題材做不同嘗試表現，風格具民俗鄉土特色的寫生畫作。

## 生平傳略
出生嘉義中埔鄉農家，對於詩、小說有濃厚興趣而著迷，立志成為文學家，1945年戰後時代變遷下，因語言文字使用的轉換，便放棄文學家之夢，並朝向藝術繪畫創作興趣為主。1946年十六歲師事嘉義地方水墨畫家林東令，1949年十九歲隨林玉山先生學膠彩畫，1956年二十五歲又向李石樵請教油畫的技巧等，雖沒有受到藝術學院相關訓練，以獨特的筆觸線條色彩與鄉間生活景色題材，作品參加全省美展國畫部多次入選。此外1948年省立嘉義商業學校畢業後，1952年任教於嘉義縣新港國小，1955年調任嘉義市博愛國小，回到嘉義市任教後，在家裡成立畫室，指導年輕學子創作學習繪畫，並推展美術文化，在1964年與嘉義地區畫家翁崑德、張瑞峰、林國治和蔡順和發起創設嘉義美術協會。1969年受聘吳鳳中學美術專任教師及1975年油畫作品〈惑〉榮獲第一屆全國油畫展首獎聘任吳鳳工專講師及受聘董事，1981年台灣省膠彩協會成立於台中市為創始會員及第1屆理事。1984年自嘉義市博愛國小教職退休，1985年受聘擔任稚暉高中美工科主任。:6
1987年嘉義市美術協會成立加入會員。1988年遊歷國外日本、印度、尼泊爾等地，1989年於歷史博物館辦理首次個展獲歷史博物館榮譽金章獎，出版《曹根畫集》專輯。也參與1993年嘉義市文化中心成立，受邀與林玉山及嘉義地方藝術家等人現場揮毫創作示範。:661994年旅遊寫生義大利佛羅倫斯、威尼斯，1996年擔任嘉義市公共藝術委員，同年於嘉義市立文化中心舉辦個展，出版《村裡村外－曹根畫集》專輯。1999年參展「1999兩岸中國名家書畫展」於嘉義市228紀念館，並獲邀擔任高雄市立美術館典藏委員，2000年因病逝世於嘉義市成仁街家中，安葬於嘉義中埔鄉祖厝果園。2001年逝世一週年於嘉義市文化中心展出「曹根紀念展」，出版《鄉土情趣－曹根紀念專輯》。:7

## 作品風格
曹根膠彩畫創作時期（1950-1970年代）受林玉山老師寫生觀念影響，以臺灣生活特色的自然景觀與動、植物等為對象，寫生取景寫實，發展出地方色彩風格兼具水墨特色，早期以「麻雀」和「牛」為題材繪出臺灣農村景色，後半期借用貓與魚的象徵，捕捉弱肉強食的景象，以兩者動作與靜態的對峙瞬間，暗喻人類的權力與慾望，富有嘲諷現實之意。此外以畫說寫生故鄉，廚房、古井、民俗的物件等，都是在他身邊俯拾即取的生活題材，也經常帶著學生騎著腳踏到嘉義風景名勝之處寫生，如嘉義周邊的蘭潭潭邊、吳鳳廟、中央噴水池、中山公園與農試所等地，透過親身的體驗感受，對自己的鄉土不斷地觀察創作，是曹根作品的重要元素。
曹根於1970年代漸漸使用油畫為創作媒材，轉為油畫創作（1980-2000年代），利用油畫的特質和膠彩的技巧融合為一體，把速寫用膠彩畫的技法作成油畫，油畫作創富含膠彩風格特色，不以當時臺灣盛行抽象繪畫或超現實主義的西洋繪畫風格為表現，而以物體的形狀、顏色及線條的快速寫生風格，率真的表現出自我的獨特色彩。晚期以玫瑰花靜物為題材，以玫瑰花為主體在窗內構圖，背景是窗外風景，表現出窗裡窗外的靜物畫，像是窺探作者內心的世界。